# مونته‌فردانه
مونته‌فردانه (به ایتالیایی: Montefredane) یک کومونه در ایتالیا است که در استان آولینو واقع شده‌است. مونته‌فردانه ۹ کیلومترمربع مساحت و ۲٬۲۸۴ نفر جمعیت دارد.